# Gran Premio del Úlster de Motociclismo de 1963
El Gran Premio del Ulster de Motociclismo de 1963 fue la séptima prueba de la temporada 1963 del Campeonato Mundial de Motociclismo. El Gran Premio se disputó el 10 de agosto de 1963 en Dundrod.

## Resultados 500cc
La carrera marcó el regreso a las carreras de Derek Minter, piloto oficial Gilera que había resultado lesionado antes del comienzo de la temporada y que logró terminar tercero en su regreso. Mike Hailwood, además de ganar la carrera, también obtuvo la vuelta más rápida en la carrera superando por primera vez la barrera psicológica de las 100 millas por hora (exactamente a 101,28 mph).
| Pos.    | Piloto          | Equipo             | Tiempo     | Pts. |
| ------- | --------------- | ------------------ | ---------- | ---- |
| 1       | Mike Hailwood   | MV Agusta          | 1h 16:11.0 | 8    |
| 2       | John Hartle     | Gilera             | +42.6      | 6    |
| 3       | Derek Minter    | Gilera             | +2:04.8    | 4    |
| 4       | Alan Shepherd   | Matchless          | +2:39.8    | 3    |
| 5       | Ralph Bryans    | Norton             | +1 Vuelta  | 2    |
| 6       | Mike Duff       | Matchless          | +1 Vuelta  | 1    |
| 7       | Fred Stevens    | Norton             |            |      |
| 8       | Joe Dunphy      | Norton             |            |      |
| 9       | William McCosh  | Matchless          | +          |      |
| 10      | Derek Woodman   | Matchless          |            |      |
| 11      | Richard Creith  | Norton             |            |      |
| 12      | Stuart Graham   | Matchless          |            |      |
| 13      | Ellis Boyce     | Norton             |            |      |
| 14      | Alf Shaw        | Norton             |            |      |
| 15      | Tommy Holmes    | Matchless          |            |      |
| 16      | Patsy McGarrity | Matchless          |            |      |
| 17      | Jimmy Jones     | Norton             |            |      |
| 18      | Rollie Stallard | Norton             |            |      |
| 19      | John Brown      | Norton             |            |      |
| 20      | John Meneely    | Norton             |            |      |
| Ret     | Jack Ahearn     | Norton             | Ret        |      |
| Ret     | Jack Findlay    | McIntyre-Matchless | Ret        |      |
| Ret     | Ernst Weiss     | Norton             | Ret        |      |
| Ret     | Chris Conn      | Norton             | Ret        |      |
| Ret     | George Purvis   | Matchless          | Ret        |      |
| Ret     | John Courtney   | Norton             | Ret        |      |
| Ret     | Phil Read       | Duke-Gilera        | Ret        |      |
| Ret     | Ray Turkington  | Norton             | Ret        |      |
| Ret     | Roy Ingram      | Norton             | Ret        |      |
| Ret     | Syd Mizen       | Norton             | Ret        |      |
| Fuente: |                 |                    |            |      |

## Resultados 350cc
El piloto de Honda Jim Redman y Mike Hailwood (MV Agusta) pelearon continuamente durante las primeras cinco vueltas, pero Redman mantuvo el liderazgo en todo momento. Luego, en la sexta vuelta, Redman aumentó su velocidad y rompió el récord de vuelta existente, alejándose de Hailwood. Detrás de ellos se estaba produciendo otra pelea entre Luigi Taveri (Honda) y Ralph Bryans (Norton). Esto terminó en la novena vuelta cuando Bryans perdió su palanca de cambios después de aterrizar en Leathemstown.
| Pos. | Piloto        | Equipo    | Tiempo       | Pts. |
| ---- | ------------- | --------- | ------------ | ---- |
| 1    | Jim Redman    | Honda     | 1h 20' 39.6" | 8    |
| 2    | Mike Hailwood | MV Agusta |              | 6    |
| 3    | Luigi Taveri  | Honda     |              | 4    |
| 4    | Mike Duff     | AJS       |              | 3    |
| 5    | Fred Stevens  | Norton    |              | 2    |
| 6    | Len Ireland   | Norton    |              | 1    |
| Ret  | Tommy Robb    | Honda     | Ret          |      |
| Ret  | Ralph Bryans  | Norton    | Ret          |      |
| Ret  | Alan Shepherd | AJS       | Ret          |      |

## Resultados 250cc
La batalla por la supremacía entre Honda y Morini continúa en la carrera de 250cc, a pesar de que las condiciones se describieron como traicioneras. Los primeros en salir de la línea y con una ventaja inmediata fueron los pilotos de Honda Jim Redman, Tommy Robb y Luigi Taveri, con el piloto de Morini Tarquino Provini no muy lejos. La Morini era una bicicleta de un solo cilindro, mientras que las Hondas eran de cuatro. Las cosas permanecieron igual hasta la séptima vuelta, cuando la lluvia paró y Provini aprovechó esto para pasar a Taveri antes del final de la vuelta. Poco a poco revisó a Robb y logró pasarlo en la vuelta 12. A finales del 13 había reducido la ventaja respectgo a Redman a 11 segundos, pero no pudo atraparlo antes de que cayera la bandera.
| Pos. | Piloto              | Equipo     | Tiempo       | Pts. |
| ---- | ------------------- | ---------- | ------------ | ---- |
| 1    | Jim Redman          | Honda      | 1h 11' 54.2" | 8    |
| 2    | Tarquinio Provini   | Morini     | + 6".2       | 6    |
| 3    | Tommy Robb          | Honda      | +33".2       | 4    |
| 4    | Kunimitsu Takahashi | Honda      | +2'33".2     | 3    |
| 5    | Jack Findlay        | FB Mondial | + 1 Vuelta   | 2    |
| 6    | Chris Anderson      | Aermacchi  | + 1 Vuelta   | 1    |
| 7    | D.J. Galagher       | Aermacchi  | + 2 Vueltas  |      |

## Resultados 125cc
La carrera de 125cc comenzó en una mañana fría y húmeda y fue Hugh Anderson (Suzuki) quien se colocó en la posición de liderazgo con Bert Schneider, Ernst Degner, Frank Perris (Suzukis), Luigi Taveri, Tommy Robb y Kunimitsu Takahashi (Hondas) detrás de él. Degner rompió un cigüeñal y Perris también tuvo problemas por lo que permitió a Taveri y luego a Robb subir al tercer y cuarto lugar. Al final, Anderson entró con más de un minuto de ventaja sobre su compañero de equipo Schneider, que estableció la vuelta más rápida de la carrera a 87.99 mph (140.78 km/h).
| Pos. | Piloto              | Equipo | Tiempo    | Pts. |
| ---- | ------------------- | ------ | --------- | ---- |
| 1    | Hugh Anderson       | Suzuki | 57' 01.2" | 8    |
| 2    | Bert Schneider      | Suzuki | + 1'09".6 | 6    |
| 3    | Luigi Taveri        | Honda  | + 1'10".4 | 4    |
| 4    | Tommy Robb          | Honda  | + 1'49".2 | 3    |
| 5    | Kunimitsu Takahashi | Honda  | + 1'49".8 | 2    |
| 6    | Frank Perris        | Suzuki | + 2'01".2 | 1    |
| 7    | Jim Redman          | Honda  |           |      |
| Ret  | Ernst Degner        | Suzuki | Ret       |      |